# Ivo Samkalden

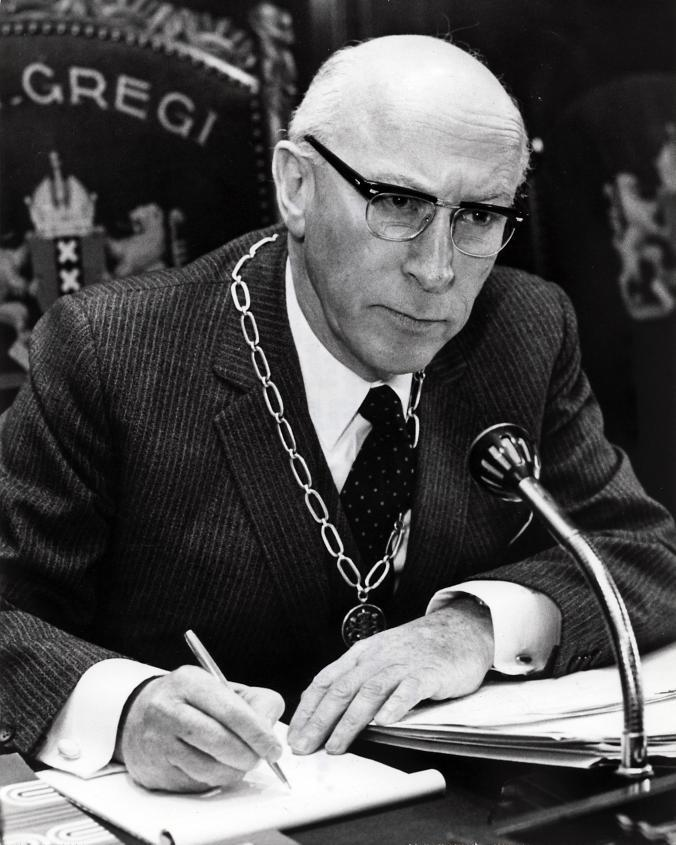
Ivo Samkalden (1972)

Ivo Samkalden (* 10. August 1912 in Rotterdam; † 11. Mai 1995 in Amsterdam) war ein niederländischer Indologe, Jurist und Politiker der Partij van de Arbeid (PvdA), der sowohl Mitglied der Zweiten Kammer als auch der Ersten Kammer der Generalstaaten sowie Minister, Bürgermeister von Amsterdam und Staatsminister war.

## Leben

### Studium und berufliche Tätigkeit in der Kolonialverwaltung
Nach dem Besuch der Hogereburgerschool absolvierte Samkalden zwischen 1929 und 1936 ein Studium der Indologie und Wirtschaftswissenschaften an der Universität Leiden. Ein anschließendes postgraduales Studium der Rechtswissenschaften an der Universität Leiden schloss er im März 1938 mit der Promotion zum Dr. jur. mit einer Dissertation zum Thema Het college van gedelegeerden uit de Volksraad ab.
Nach Beendigung des Studiums trat er 1938 in die Kolonialverwaltung ein und fand in den folgenden Jahren Verwendungen in Niederländisch-Indien, wo er zwischen 1938 und 1942 Wirtschaftsberater des Residenten in Surabaya. Dort war zunächst Vizekontrolleur der Behörde für Inneres bis Juli 1939, danach bis April 1940 Vizekontrolleur der Behörde für Inneres in Sidoarjo sowie zuletzt von März 1940 bis April 1942 Assistent für Landwirtschaftsangelegenheiten und den Rechtszustand von Privatgrundbesitz.
Nach der Besetzung Niederländisch-Indiens durch die Kaiserlich Japanische Armee wurde er im April 1942 festgenommen und befand sich bis September 1945 in einem japanischen Internierungslager sowie anschließend von Oktober bis November 1945 in einem Gefangenenlager der von Sukarno für unabhängig erklärten Republik Indonesien.
Nach seiner Rückkehr in die Niederlande war er von Januar bis September 1946 Mitarbeiter in der Rechtsabteilung des Ministeriums für Überseegebiete. Anschließend kehrte er nach Niederländisch-Indien zurück und war dort bis Juni 1947 als Sekretär und Rechtsberater des Generalkommissars der Kolonie tätig.

### Hochschullehrer, Minister und Abgeordneter

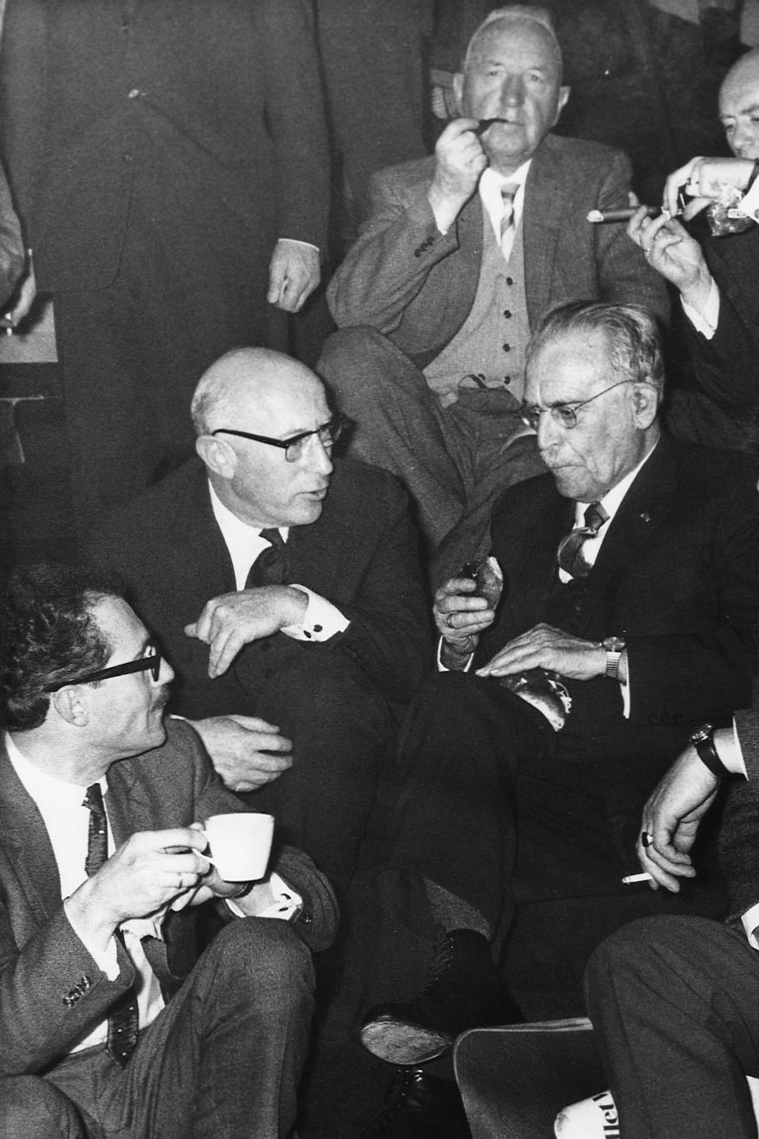
Ivo Samkalden im Gespräch mit Willem Drees (rechts) (1965)

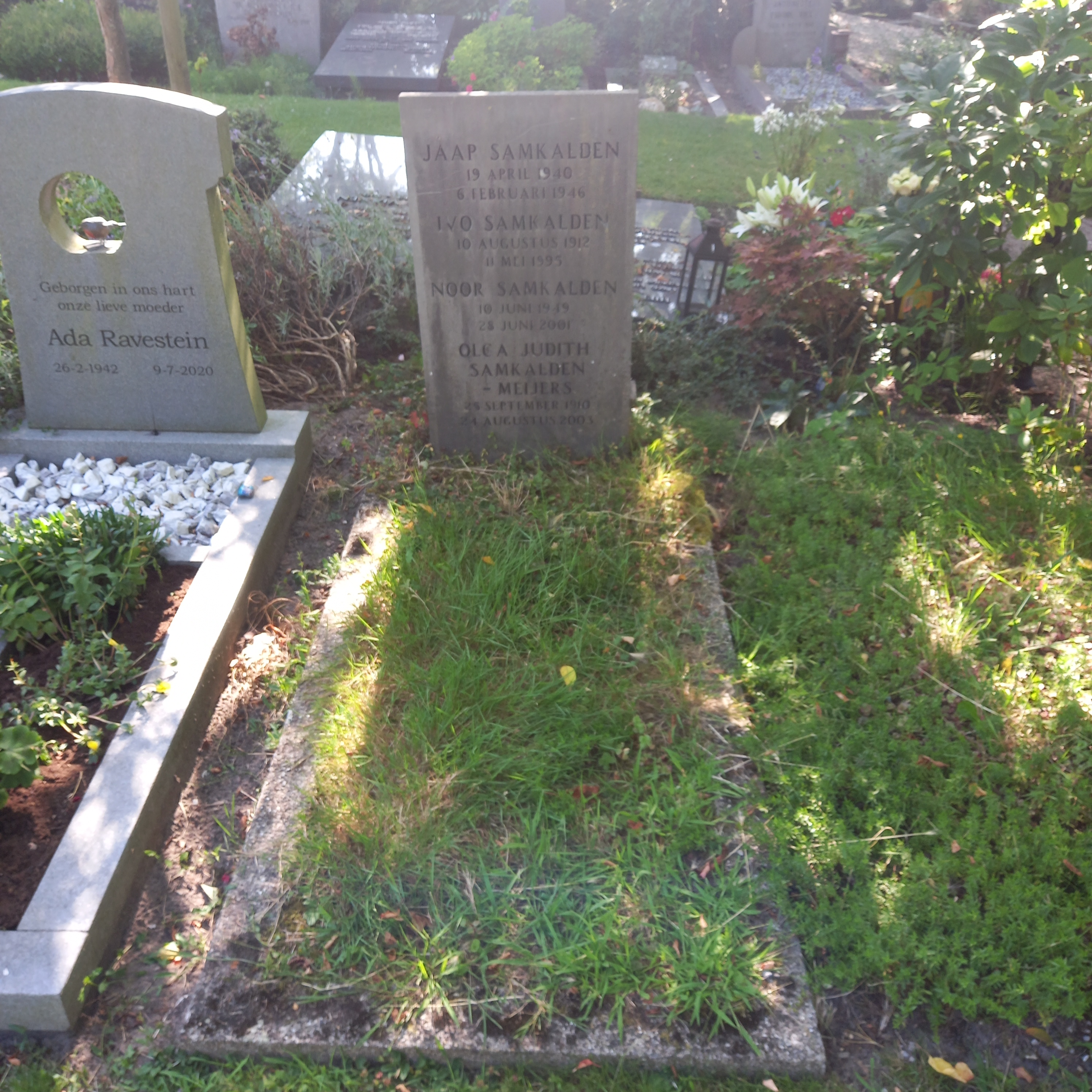
Das Grab von Ivo Samkalden und seiner Ehefrau Olga Meijers im Familiengrab auf dem reformierten Friedhof von Oegstgeest

Im Juni 1947 kehrte er wieder in die Niederlande zurück, wo er bis Januar 1948 Wissenschaftlicher Assistent von Professor Roelof Kranenburg am Lehrstuhl für Staatsrecht an der Universität Leiden war. Danach war er Leiter der Abteilung für Gesetzgebung und Rechtsangelegen im Ministerium für Landwirtschaft, Fischerei und Lebensmittelversorgung, ehe er zwischen Mai 1952 und Oktober 1956 Professor für Agrarrecht an der Landwirtschaftlichen Hochschule Wageningen war. In dieser Zeit war er von 1953 bis 1956 zudem Mitglied des Sozialökonomischen Rates.
Samkalden, der 1946 Mitglied der PvdA wurde, wurde im Juli 1954 Mitglied des Parlaments (Provinciale Staten) der Provinz Gelderland und gehörte diesem bis Oktober 1956 an. Daneben war er von Januar bis Oktober 1956 Mitglied des Kuratoriums der Wiardi-Beckman-Stiftung.
Am 13. Oktober 1956 wurde er von Ministerpräsident Willem Drees zum Justizminister in dessen drittes Kabinett berufen und gehörte diesem bis zum 22. Dezember 1958 an.
Im März 1959 wurde er zum Mitglied der Zweiten Kammer der Generalstaaten gewählt und gehörte dieser bis September 1959 an, wobei er in dieser Zeit auch Mitglied des Vorstandes der PvdA-Fraktion war. Im Anschluss legte er sein Mandat nieder und war zunächst bis Juli 1960 außerordentlicher Professor, ehe er zwischen Juli 1960 und April 1965 Professor für das Recht Internationaler Organisationen und Gründer des Instituts für Europäisches Recht an der Universität Leiden war.
Daneben wurde er im September 1960 Mitglied der Ersten Kammer der Generalstaaten und vertrat in dieser bis April 1965 die Interessen der PvdA. Zugleich war er während seiner Zugehörigkeit zur Ersten Kammer dort auch stellvertretender Vorsitzender der PvdA-Fraktion sowie zugleich zwischen März 1961 und März 1965 Mitglied des Parteivorstandes der PvdA.
Am 14. April 1965 wurde Samkalden von Ministerpräsident Jo Cals abermals als Justizminister in dessen Kabinett berufen, dem er bis zum 22. November 1966 angehörte. Auf seine Initiative wurde 1966 der frühere SS-Sturmbannführer Willy Lages, der mitverantwortlich für die Deportation von Juden aus den Niederlanden in die deutschen Konzentrationslager war, wegen einer ernsten Krankheit vorzeitig „aus humanitären Gründen“ aus der Haft entlassen und nach Deutschland abgeschoben. Diese Entscheidung führte zu großen Unruhen in den Niederlanden. Am 9. November 1965 verlieh ihm die Vrije Universiteit Brussel einen Ehrendoktor der Rechtswissenschaften.
Daneben war er vom 31. August bis zum 5. September 1966 nach dem Rücktritt von Jan Smallenbroek auch kommissarischer Innenminister. 

### Bürgermeister von Amsterdam und Staatsminister
Im August 1967 wurde Samkalden als Nachfolger von Gijs van Hall Bürgermeister von Amsterdam. Dieses Amt bekleidete er fast zehn Jahre lang bis zu seiner Ablösung durch Wim Polak im Juni 1977.
Am 24. April 1975 wurde ihm von der City University of New York ein weiterer Ehrendoktor der Rechtswissenschaften verliehen.
Samkalden, der von 1978 bis 1979 erneut außerordentlicher Professor an der Universität Leiden war und dort Vorlesungen über internationale Instrumente des Freiheitsschutzes hielt, wurde wegen seiner langjährigen politische Verdienste am 22. Januar 1985 mit dem Ehrentitel eines Staatsministers geehrt.

### Ehrungen und Auszeichnungen
Für seine Verdienste als Hochschullehrer und Politiker wurde Ivo Samkalden darüber hinaus mehrfach  mit in- und ausländischen Orden ausgezeichnet.
1958 wurde er sowohl Ritter des Orden vom Niederländischen Löwen als auch als Großkreuzritter des Order of the British Empire ausgezeichnet. 1966 folgte die Verleihung der Kommandeurswürde des Orden von Oranien-Nassau, ehe er 1977 sowohl die Kommandeurswürde des Orden vom Niederländischen Löwen als auch das Ehrenkreuz des Hausorden von Oranien erhielt. Er signalisierte, dass er das ihm zugedachte Bundesverdienstkreuz ablehnen würde.
Schließlich zeichnete ihn die Stadt Amsterdam mit der Goldenen Ehrenmedaille aus.

## Veröffentlichungen
- Het college van gedelegeerden uit de Volksraad, Dissertation Universität Leiden, 1938
- Behartiging van collectieve belangen in de agrarische wetgeving, 1952
- Algemene beginselen van behoorlijk bestuur, Mitautor G.J. Wiarda, 1952
- Structuur en bestuurskracht van internationale organisaties, 1960
- Twee zienswijzen op het Europese ambt, Mitautor G.J. Balkenstein, 1962
- Europese integratie, 1962
- De groei der internationale organisaties, 1964
- Vrijheid van vestiging en dienstverlening in de EEG, 1964
- Sociaal-economische wetgeving in nationaal en Europees verband, 1966
- Politie en openbare orde, 1967